# Olios discolorichelis
Olios discolorichelis là một loài nhện trong họ Sparassidae.
Loài này thuộc chi Olios. Olios discolorichelis được Lodovico di Caporiacco miêu tả năm 1947.